# Pont de Craigavon

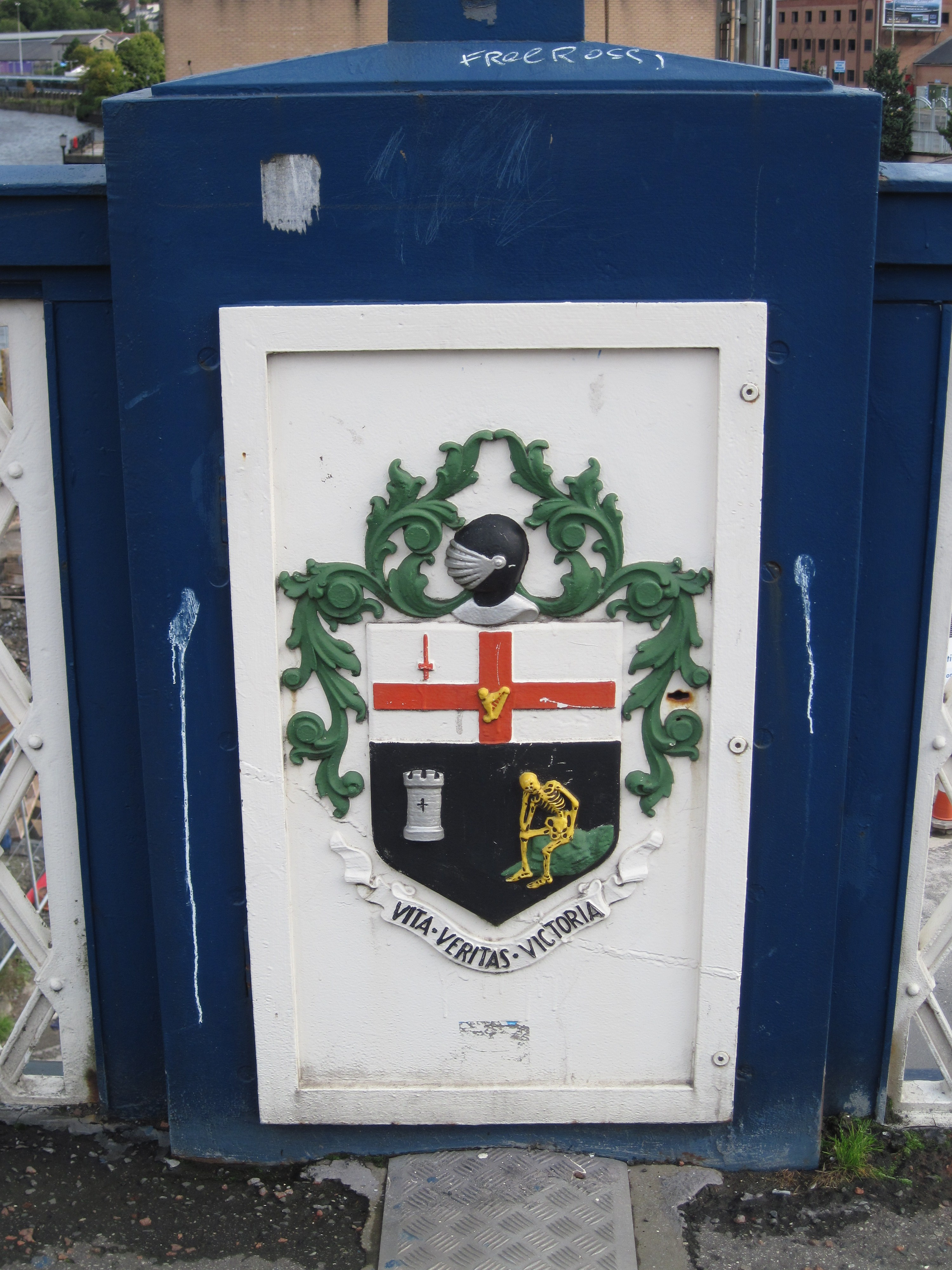
El pis superior està decorat amb l'escut d'armes de la ciutat.

El Pont de Craigavon (anglès: Craigavon Bridge), conegut popularment com el Pont Vell (anglès: Old Bridge), és un dels dos ponts de la ciutat de Derry, a Irlanda. Creua el riu Foyle més al sud que el Pont de Foyle. És un dels pocs ponts d'Europa que disposa de carretera de dos pisos. El nom del pont ve donat en honor de Lord Craigavon, primer ministre d'Irlanda del Nord (1921-1940). La ciutat de Craigavon, al comtat d'Armagh, té l'origen etimològic encarnat en el mateix personatge. El pis superior està decorat amb l'escut d'armes de Derry.
La construcció del pont durà des de finals de la dècada del 1920 fins a l'any 1933. El pis inferior del pont fou originalment una via ferroviària que va ser substituïda per una carretera a mitjans de segle xx. El 3 de juliol de 1968, com a part d'una sèrie de protestes contra les condicions d'habitatge a Derry, el Derry Housing Action Committee (DHAC) organitzà un acte de protesta al pont consistent en una asseguda al segon pis, recentment inaugurat.
Un parell d'estàtues de bronze que formen una escultura titulada Hands Across the Divide estan situades a l'extrem oest del pont, a Carlisle Square, i foren produïdes per l'escultor local, Maurice Harron.

## Reforma
Entre octubre de 1999 i agost de 2000, el Servei de Carreteres del Departament de Desenvolupament Regional desenvolupà la primera fase d'un projecte de reforma, consistent en la rehabilitació del pis superior del pont per proporcionar major seguretat i per allargar la vida útil del pont. Aquesta reforma va incloure reparacions al formigó i a les d'estructures d'acer, reimpermeabilització de la coberta per protegir l'acer contra la corrosió, així com la repavimentació de les calçades i voreres. Més tard, es dugueren a terme la segona i la tercera fase, per tal de reformar el pis inferior i pintar íntegrement el pont. El cost total de la restauració fou de 4,2 milions de lliures esterlines.

## Història
És el tercer pont que s'ha construït en aquesta zona. El primer pont que s'erigí sobre el riu Foyle fou un de fusta l'any 1790. Va ser construït als Estats Units d'Amèrica i transportat a Derry per ser col·locat a la zona del Bridge Street, uns noranta metres al nord del pont actual. Entre 1789 i 1791, les peces foren muntades entre Bridge Street i Fountain Hill. L'estructura va comportar la creació d'un pont llevadís que permetia als habitants de Strabane el dret de navegació pel riu.
L'any 1863, un pont d'acer (Pont de Carlisle) va erigir-se una mica més amunt, gairebé on el Pont de Craigavon se situa actualment, per reemplaçar la vella estructura de fusta.